# Pedro Zaldívar

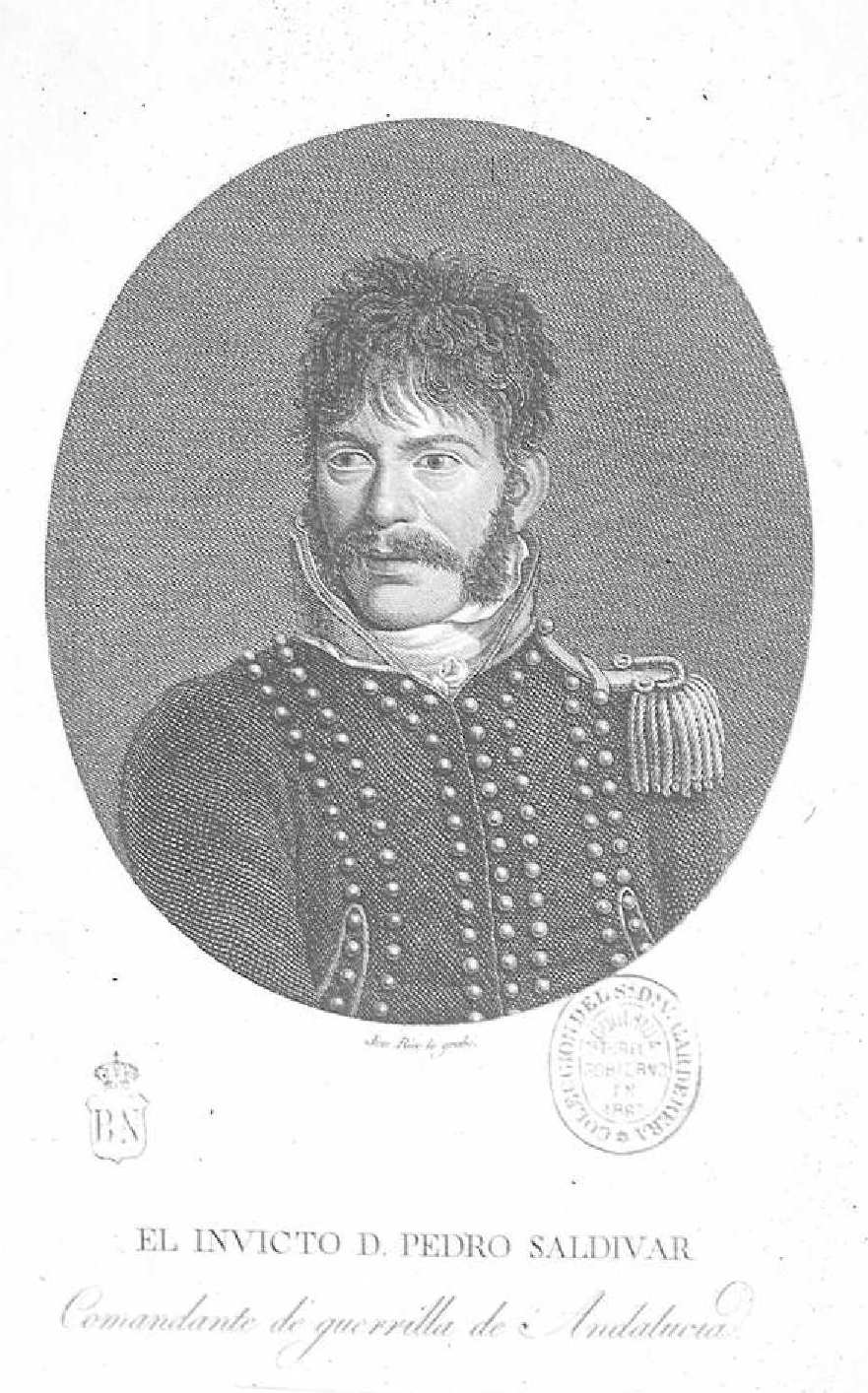
Pedro Zaldívar, grabado de José Rico. Inscripción: «El invicto D. Pedro Saldivar, Comandante de guerrilla de Andalucía». Biblioteca Nacional de España.

Pedro Zaldívar o Pedro José Bernabé Zaldívar Rubiales (Ubrique, Cádiz; 1782–Porzuna; 5 de diciembre de 1822), militar y guerrillero español, luchó en la Guerra de Independencia Española y fue comandante de la guerrilla absolutista durante la Guerra Realista (1821-1822).

## Guerra de la Independencia
De orígenes humildes, fue cuidador de ganado en la Cartuja de Jerez de la Frontera.
Combatió como soldado raso en la batalla de Bailén. Cuando los franceses ocupan la ciudad en 1810, alza una partida guerrillera que en poco tiempo obtiene éxitos fulgurantes contra el ejército de ocupación que sitiaba la ciudad de Cádiz. El 17 de diciembre de 1810 entró en Algeciras llevando 32 prisioneros y 13 acémilas. Se presentó en San Roque con 200 prisioneros franceses que había capturado en diferentes acciones.
Le fue reconocido el grado de alférez de caballería graduado y terminó la contienda como coronel del ejército español y jefe de las partidas guerrilleras de la provincia de Cádiz.

## Trienio Liberal
Tras el pronunciamiento de Riego en Las Cabezas de San Juan, que restableció en España la Constitución de Cádiz, comienza un período conocido como el Trienio Liberal.
En abril de 1821 se alza la partida realista del cura Merino en Castilla la Vieja. Le siguen Aizquibel, que operaba en Álava, Morales que lo hacía en Ávila, Jaime el Barbudo por el reino de Murcia, Manuel Adame Locho en La Mancha. Zaldívar se alza también en Jerez de la Frontera, con una gavilla denominada “Partida de la Fe”, compuesta originalmente por cuarenta y cinco guerrilleros que toman como base de operaciones el puerto de Las Palmas en la sierra gaditana.
A lo largo de todo el año 1821 hostiga a las fuerzas del ejército de las provincias de Cádiz y Sevilla, especialmente en Alcalá de los Gazules y Montellano.
En 1822, nombrado comandante de las partidas de Andalucía por la Regencia de Urgel, amplía su campo de acción por toda Andalucía la Baja y la Sierra de Ronda. A principios de agosto, el ejército constitucionalista crea columnas móviles provinciales que alcanzan la cifra de varios miles de hombres que se concentran en Ronda.
Dejando una parte de sus fuerzas en la serranía, compuestas de las partidas de Aguilar, Tinico y Mateos que pronto son dispersadas, decide atacar a la retaguardia. Aparece en Jerez de la Frontera el 11 de agosto, el 12 pasa por Arcos de la Frontera, el 14 entra en Paterna de Ribera, llevándose rehenes al alcalde y al secretario del ayuntamiento. El 18 de agosto se interna en la provincia de Sevilla y se enfrenta en Morón de la Frontera a las tropas del regimiento de Mallorca, reforzadas con milicianos nacionales. El 26 se encuentra en el cortijo de Nuñoz en Écija, pasa a la sierra de Osuna, donde se une a la partida de los Guerras, dirigiéndose a Estepa. El 31 de agosto pernocta en el término de El Arahal y el 1 de septiembre en Utrera. El día 2 en Torre Alocaz ataca a un destacamento del Regimiento Farnesio, llevándose prisioneros a ocho soldados.
El 3 de septiembre tiene un enfrentamiento cerca de Jerez de la Frontera, resultando muertos un teniente coronel del Regimiento San Marcial y cuatro soldados.
El 22 de septiembre ataca a La Carlota (Córdoba), liberan 40 presos, que se unen al contingente. A la voz de "Viva el Rey y la Religión", saquean el pueblo y derriban la lápida de la Constitución.
El 24 se enfrenta en El Rubio a una columna salida de Sevilla. En el enfrentamiento muere el comandante de la columna y varios soldados. Caen también seis guerrilleros. El 26 de septiembre penetra en la provincia de Cádiz, con su partida compuesta de 150 guerrilleros, se enfrenta a la guarnición de milicianos de Olvera, derrotándola. Toma 8 prisioneros y los dos subtenientes que la mandaban. Rompiendo la lápida de la Constitución, liberan a 7 presos y se llevan 5 caballos. El 11 de noviembre de 1822 toman Ubrique, llevándose prisioneros a un capitán y 20 soldados. El 13 de noviembre se enfrenta en Ronda a las columnas del Ejército, sufriendo la muerte de 10 componentes.
Perseguido por las tropas de caballería de los regimientos Alcántara, España y Borbón, cruza toda la provincia de Sevilla, pasa el Guadalquivir cerca de Écija y se interna en la sierra de Hornachuelos (Córdoba). El 18 de noviembre de 1822, en un cortijo de ese pueblo, Zaldívar manda fusilar a su lugarteniente José Guerra y a tres de sus compañeros, porque conspiraban para asesinarlo y conseguir 30,000,00 reales de recompensa. Tras estos sucesos, la partida pasa Sierra Morena con la intención de unirse a las gavillas manchegas de El Locho.
Penetra en La Mancha, cruza el Guadiana por Picón a pocas leguas de Ciudad Real. La ciudad se prepara para el asalto del caudillo andaluz. Su comandante envía una columna de 52 caballos del Regimiento España con el objeto de unirse al Regimiento Almansa que los perseguía. En la madrugada del 5 de diciembre de 1822, la fuerza del Regimiento España se encuentra con una avanzada de la partida y, tras un breve tiroteo, encuentran el cadáver de Zaldívar, junto con tres de sus hombres.
Las gavillas que dejó en la serranía gaditana continuaron la lucha hasta que, meses después, los Cien Mil Hijos de San Luis conquistaron la ciudad de Cádiz y repusieron libremente en el trono a Fernando VII de España, consiguiendo por tanto la victoria anhelada.